# Oronsay (Schiff, 1925)
Die Oronsay (I) war ein 1925 in Dienst gestelltes Passagierschiff der britischen Reederei Orient Steam Navigation Company, das im Passagier- und Postverkehr von Großbritannien nach Australien eingesetzt wurde. Am 9. November 1942 wurde die Oronsay im Atlantik im Dienst als Truppentransporter von dem italienischen U-Boot Archimede versenkt.

## Das Schiff
Das 20.043 BRT große Dampfturbinenschiff Oronsay wurde auf der Werft John Brown & Company in Clydebank bei Glasgow gebaut. Das 200,83 Meter lange und 22,86 Meter breite Schiff hatte zwei Schornsteine, zwei Masten und zwei Propeller. Es wurde von zwei Dampfturbinen angetrieben, die 3811 nominale PS leisteten und eine Geschwindigkeit von 18 Knoten ermöglichten. Es konnten insgesamt 1836 Passagiere in zwei Klassen untergebracht werden.

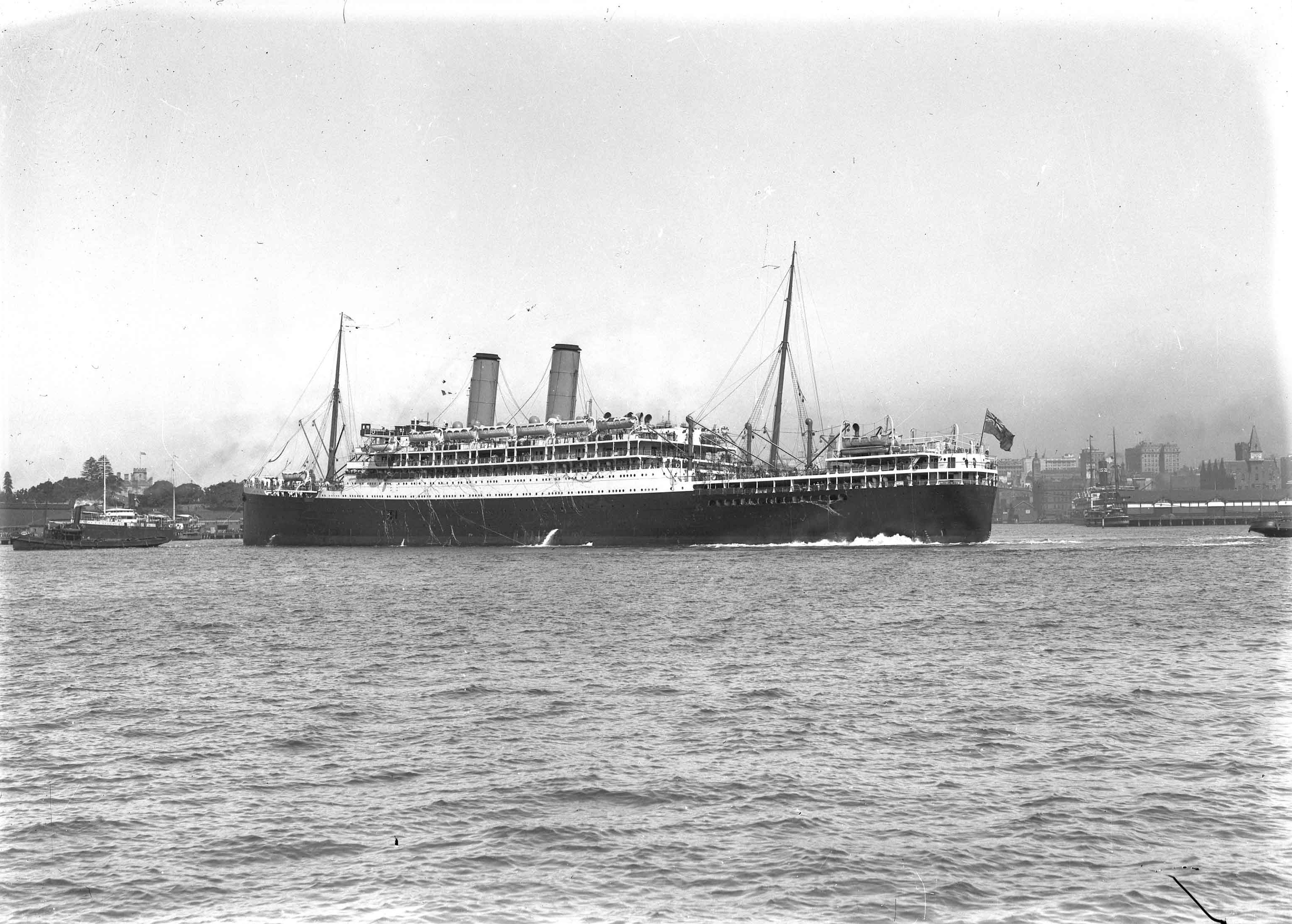
Die Oronsay am Circular Quay (undatiert).

Die Oronsay war eines von fünf Schwesterschiffen, die alle um die 20.000 BRT maßen und in der zweiten Hälfte der 1920er in Dienst gestellt wurden. Die anderen waren die Orama (II) (1924), die Otranto (II) (1926), die Orford (1928),  und die Orontes (II) (1929). Die Oronsay lief am 14. August 1924 vom Stapel und wurde im Januar 1925 fertiggestellt. Am 7. Februar 1925 lief sie in London zu ihrer Jungfernfahrt nach Melbourne, Sydney und Brisbane aus. 1937 reiste das australische Militärkontingent zur Krönungsfeier von König Georg VI. an Bord der Oronsay nach England. Im Dezember 1938 unternahm das Schiff eine Überfahrt nach Neuseeland, wurde jedoch ansonsten nur im Australiendienst verwendet.

## Kriegseinsatz
Bis Kriegsausbruch fuhr die Oronsay auf der Australienroute und wurde wie die meisten anderen Schiffe der Orient Steam Navigation Company auch gelegentlich für Kreuzfahrten eingesetzt. 1939 wurde sie in einen Truppentransporter umgewandelt und fuhr unter anderen in speziellen WS-Geleitzügen. Am 17. Juni 1940 lag die Oronsay in der Mündung der Loire vor Anker und nahm Truppen auf, die auf Fähren und Zubringerschiffen aus Saint-Nazaire kamen. Bei einem schweren Luftangriff der deutschen Luftwaffe wurde die Kommandobrücke des Schiffs von Bomben getroffen. Mehrere Menschen starben, Kapitän Norman Savage trug ein gebrochenes Bein davon und die Brücke, der Kartenraum und die Funkstation wurden komplett zerstört. Unter dem Kommando von Kapitän Savage nahm die Oronsay trotzdem an der Rettung der Überlebenden der Lancastria teil, die in der Loire-Mündung bei demselben Luftangriff versenkt wurde. Savage steuerte sein Schiff mit Hilfe eines Taschenkompasses, eines Sextanten und einer Seekarte.
Am 8. Oktober 1940 befand sie sich in den Western Approaches, westlich von Irland, als sie erneut ein deutsches Flugzeug angriff. Bei dem Luftangriff von einer Focke-Wulf Fw 200 des Kampfgeschwaders 40 kam sie mit Beschädigungen davon.
Am Morgen des 9. Oktober 1942 vor Sonnenaufgang und bei schwerem Regen wurde die Oronsay etwa 500 Seemeilen südwestlich von Freetown im Atlantik von dem italienischen U-Boot Archimede versenkt (Position 4° 29′ N, 20° 52′ W). Der erste abgefeuerte Torpedo zerstörte den Maschinenraum und die Kesselräume und brachte das Schiff zum Stillstand. Die Oronsay befand sich auf einer Fahrt im Dienst der britischen Regierung von Kapstadt nach England. An Bord waren neben 325 Besatzungsmitgliedern 50 Männer der Royal Air Force, acht Kanoniere und 20 gerettete Seeleute. Zur Ladung gehörten 1.200 Tonnen Kupfer und 3.000 Tonnen Orangen.

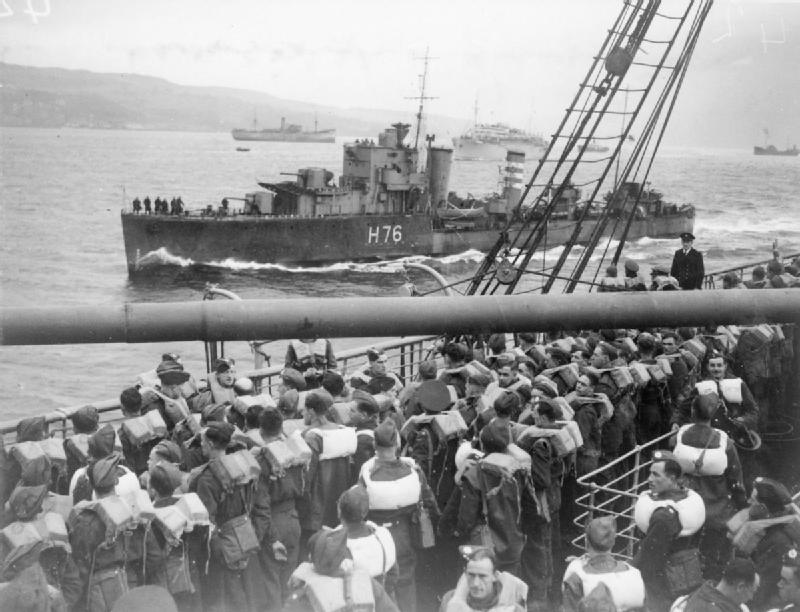
Soldaten an Bord der Oronsay während eines Bootdrills auf dem Clyde, mit Blick auf die Fury (April 1940).

Ein zweiter Torpedo wurde abgeschossen, als die Rettungsboote zu Wasser gelassen wurden. Sechs Besatzungsmitglieder kamen durch die Versenkung ums Leben. Der größte Teil der Überlebenden, darunter Kapitän Savage, wurde von dem Zerstörer Brilliant gerettet und nach Freetown gebracht, wo sie am 15. Oktober 1942 an Bord der Carnarvon Castle nach Glasgow aufbrachen. 63 weitere Überlebende wurden fünf Tage nach der Versenkung von dem Vichy-Kriegsschiff Dumont D‘Urville aufgenommen und nach Dakar gebracht, wo sie in Kriegsgefangenschaft gerieten. Kapitän Norman Savage, der 1940 auch auf der Brücke der Orford gestanden hatte, wurde für seinen Einsatz bei der Rettung der Lancastria-Überlebenden zum Commander of the Order of the British Empire (CBE) ernannt.